# Capil·laroscòpia

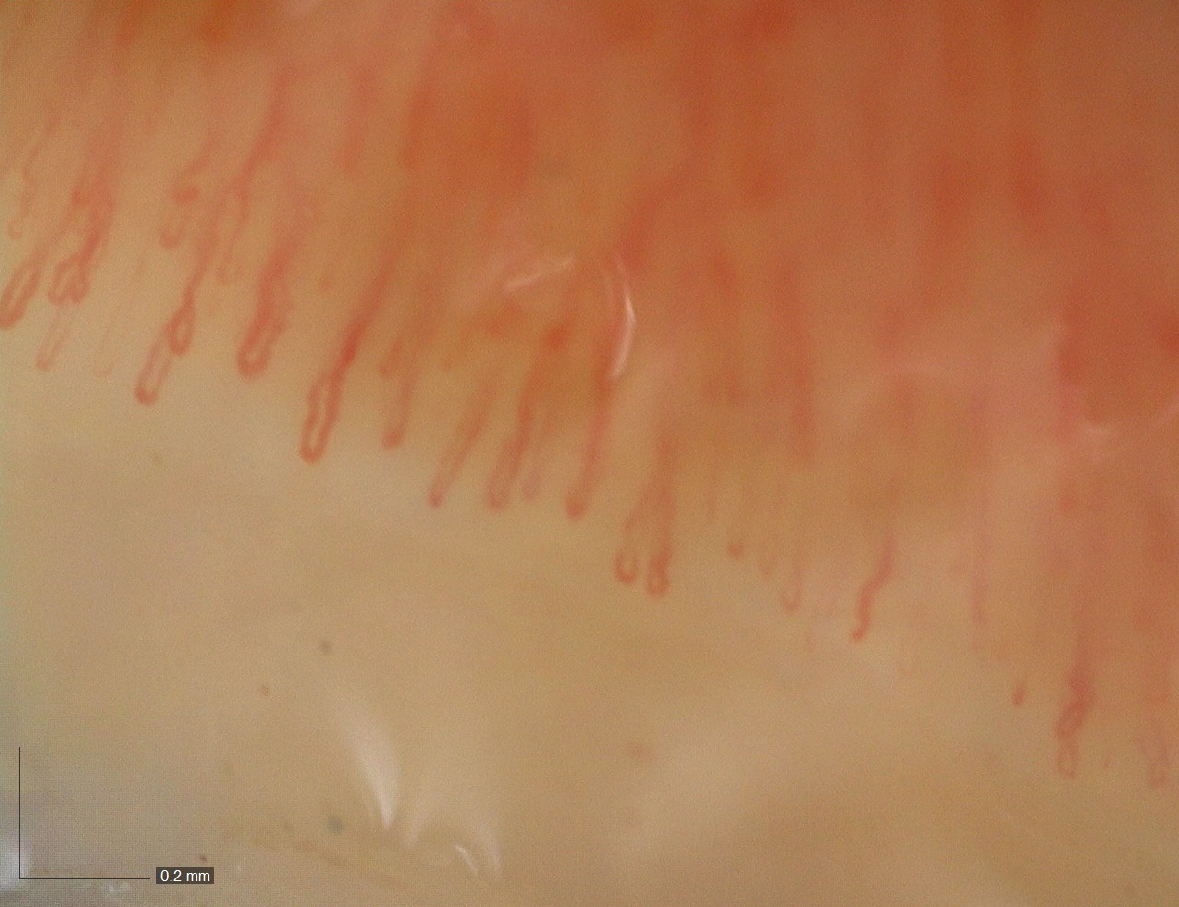
Capil·laroscòpia normal

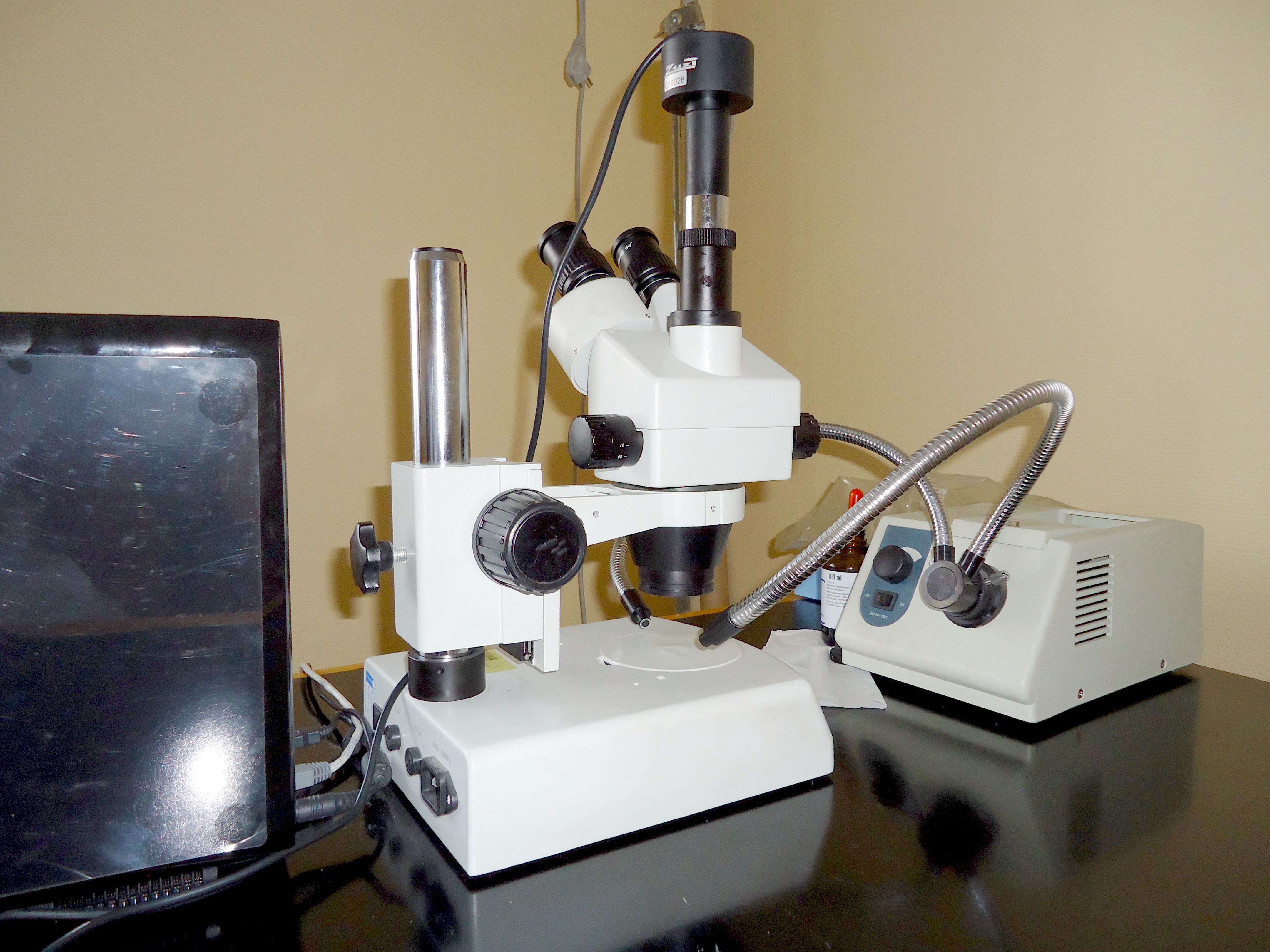
Estereomicroscopi trinocular amb una càmera digital instal·lada emprat en videocapil·laroscòpia del llit unguial.

La capil·laroscòpia és una tècnica diagnòstica per a l'estudi dels capil·lars. S'empra en l'estudi del fenomen de Raynaud i en malalties reumàtiques de tipus autoimmunitari sistèmic, tant pel diagnòstic com pel seguiment d'aquestes malalties.
L'exploració es fa en les ungles de les mans, en la fina pell que cobreix la base de l'ungla. És una tècnica d'imatge sensible, econòmica, senzilla, segura i no invasiva que s'utilitza en l'anàlisi morfològica dels capil·lars nutritius d'aquesta zona.